# Walter M-431
Walter M-431 též označovaný jako Walter Mc byl invertní čtyřválcový řadový vzduchem chlazený letecký motor vyvinutý v roce 1947 konstrukčním oddělením pod vedením ing. Bohuslava Šimůnka v národním podniku Letecké závody n.p., závod 1 Jinonice (bývalá A.S. Walter do roku 1946, pozdější Motorlet n.p. od roku 1948). Walter M-431 (Mc) byl jednou z nejzajímavějších konstrukcí malých motorů v Československu. Ing. Bohuslav Šimůnek si na něm chtěl ověřit některé prvky, které by výrazně zvýšily jeho výkon při poměrně malých rozměrech.

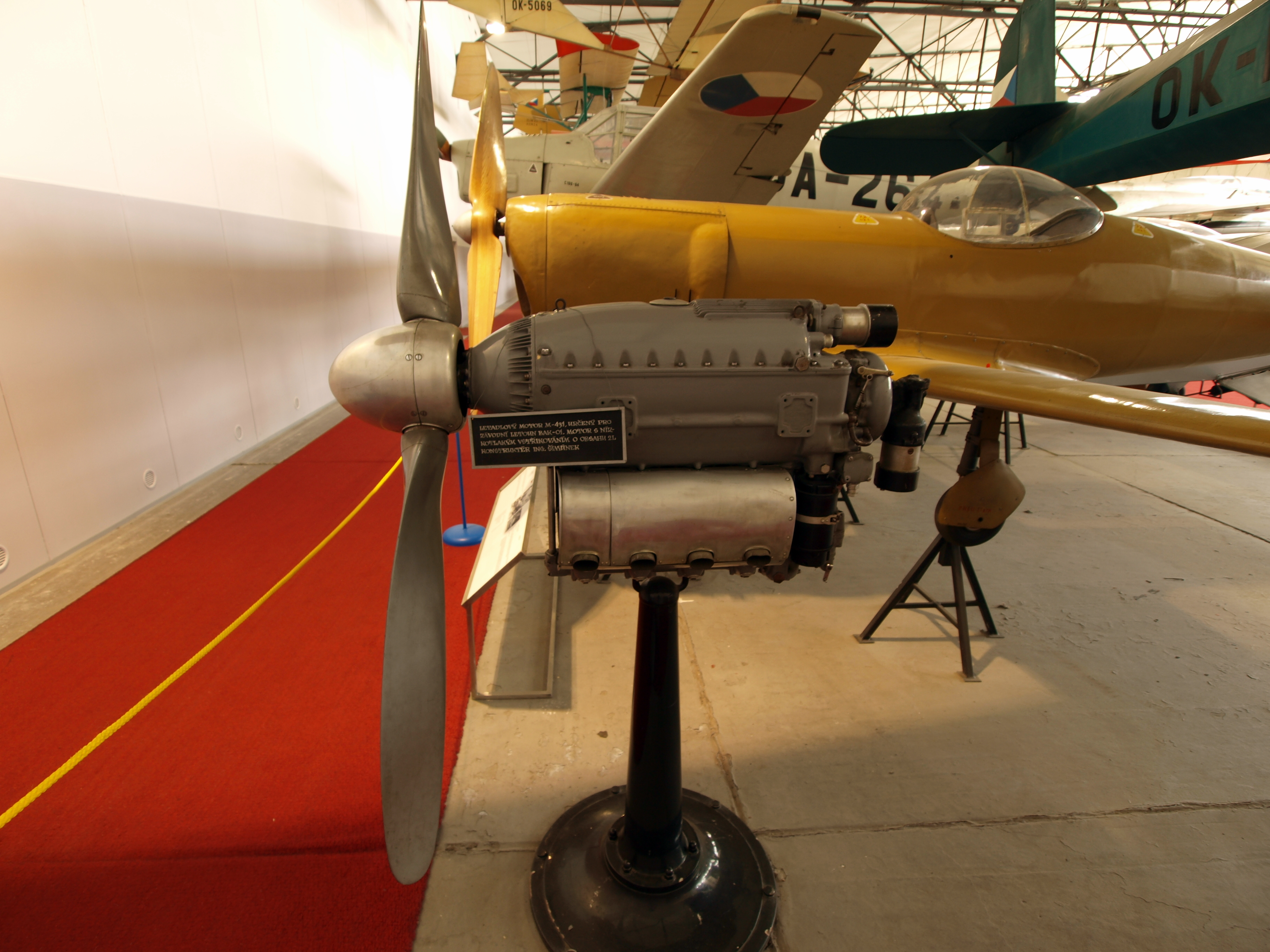
Walter M-431

## Vznik a vývoj
Nová generace řadových motorů Walter byla vyvíjena v jinonické továrně v letech 1947-1951. Jednalo se o invertní vzduchem chlazené motory, zařazené jako typová řada Walter V. Prvním z této řady byl Walter Mc (typové označení M-431), který první zkušební běh na brzdě absolvoval na podzim 1947. Po něm následoval Walter V-12 (M-446), invertní dvouřadový dvanáctiválec s uspořádáním válců do V se zdvihovým objemem válců 17,5 l. Vzletový výkon činil 515 kW/700 k při 2750 ot/min a jmenovitý (cestovní) 316 kW/430 k při 2300 ot/min. Posledním nerealizovaným motorem byl invertní řadový šestiválec Walter V-6 (M-436). Vývoj M-436 probíhal od roku 1949 a následujícího roku byl ukončen, aniž by vznikl jediný prototyp. Výkon byl odhadován na 235 kW/320 k při 2800 ot/min.
Motor Walter Mc byl koncepčně počtem válců a objemem "příbuzný" s motorem Walter Mikron II, ale výkonem ho výrazně převyšoval. Motor byl vybaven vstřikováním paliva, kompresorem a reduktorem. Objem válců motoru byl těsně pod 2000 cm³ a měl nominální výkon 66 kW (90 k). Mikron 4-II byl v roce 1936 "objemově" upraven z 2 336 cm³ na 1 997 cm³ (následný prodej licence koncem roku 1936 do Francie). Tato verze Mikron II byla úspěšně nasazena na letoun Beneš-Mráz Be-500 Bibi. Letoun s tímto motorem zvítězil v červenci 1936 v závodě "12 heures d´Angers" v rychlosti a spolehlivosti, kde v kategorii do 2 litrů zvítězil pplk. Karel Mareš a uletěl 1001,968 v průměrné rychlosti 166,968 km/h. S tímto letounem (a motorem) byly 6.5.1937 vytvořeny 2 světové rekordy v rychlosti. Na 100 km škpt. ing. J. Štěpán dosáhl rychlosti 179,229 km/h a na 1000 km npr. J. Červinka rychlosti 170,809 km/h. Koncem roku 1936 byla v průběhu pařížského aerosalonu podepsána licenční smlouva na jeho výrobu ve francouzském Angers. Tato licenční verze Mikronu II se pak objevila na řadě francouzských a belgických letounů, jak před válkou, tak i po ní (Tipsy B, Tipsy Belfair, Tipsy Junior, Starck AS-71 atd.). S letounem Tipsy Belfair (a motorem Mikron II) byly po druhé světové válce vytvořeny další dva světové rekordy na vzdálenost v přímé linii v kategorii C-1-a letounů s hmotností do 500 kg. I z těchto důvodů byl tento motor o objemu válců 1 997 cm³ použit jako "základ" pro motor M-431.

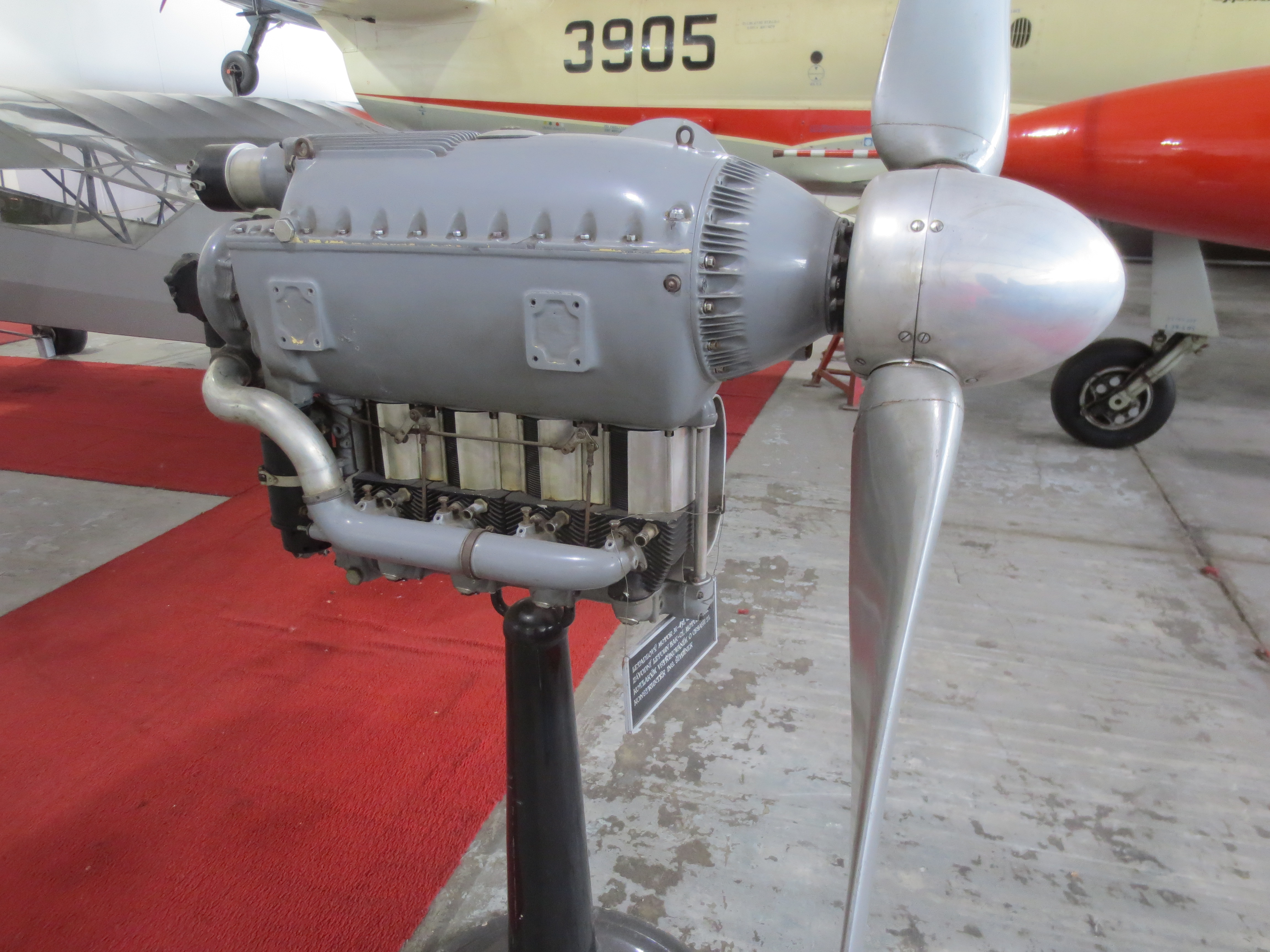
Walter M-431, pohled z boku

Motor byl odzkoušen na "tovární Bejbině", letadle Praga E-114, kde prokázal i s nestavitelnou vrtulí velmi dobré vzletové a stoupací vlastnosti. Motor M-431 byl využit na "polovojenském" letadle BAK-01. Při testování a zkouškách se projevily potíže s pravidelností chodu motoru. Armádními orgány bylo vydáno nařízení motor odevzdat výrobci. Motor putoval zpět do mateřského závodu v Jinonicích k dalším úpravám. V roce 1951 byl ale vývoj M-431 a celé nové, třetí generace pístových motorů pro naprostý nezájem zastaven (vč. M-436 a M-446). Motor M-431 byl upraven jako výstavní maketa a v roce 1968 převeden do sbírek Vojenského historického ústavu (VHÚ).

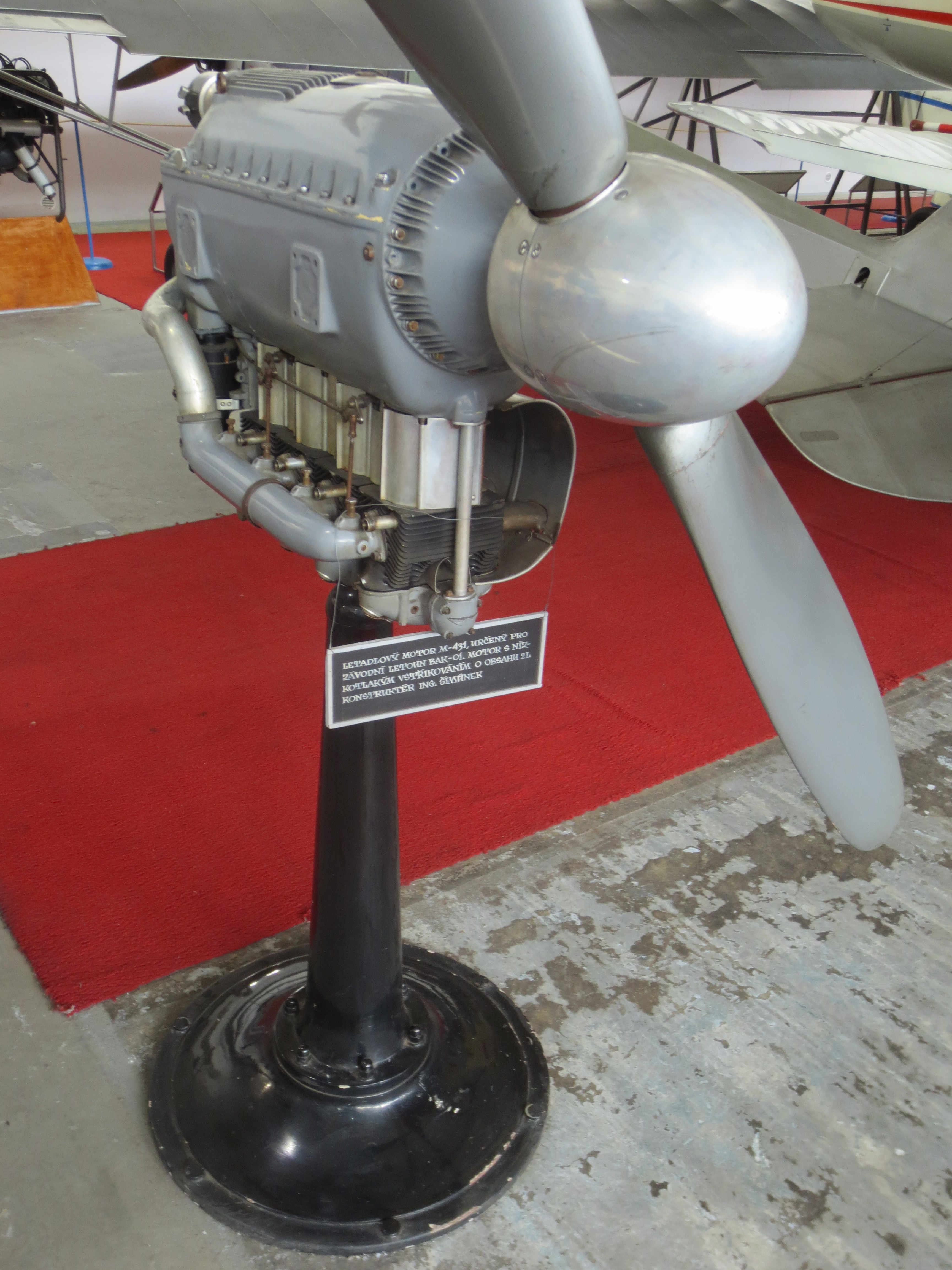
Walter M-431, Letecké muzeum Kbely

## Popis motoru
Jednalo se o řadový čtyřválec s vypínatelným kompresorem, reduktorem a nízkotlakým vstřikovacím čerpadlem dopravujícím palivo před sací ventily. Tato kombinace součástí motoru umožnila při zdvihovém objemu pouhých dvou litrů dosáhnout poměrně vysokého výkonu.
Reduktor s vnitřním ozubením byl řešen s vyloučením zubové vůle u kola na klikovém hřídeli. Malé ozubené kolo na klikovém hřídeli zabíralo do prstencového ozubeného kola s vnitřním ozubením.
Vstřikovací nízkotlaková soustava, použitá poprvé u československých leteckých motorů, byla patentem Ing. B. Šimůnka (Palivová plnicí soustava spalovacího motoru, prosinec 1947). Tento systém přispíval k rovnoměrnému dávkování množství paliva, čímž zvyšoval hospodárnost v provozu. Vstřikovací čerpadlo dopravovalo potřebné množství paliva k tryskám, které je rozprašovaly do prostoru před sacími ventily. Kompresor, umístěný v ose klikového hřídele, přes který byl přes spojku poháněn, byl namontován na zadním čele skříně motoru. Zapnutím kompresoru se dosáhlo zvýšeného plnění při startu, a tím i zvýšeného výkonu, zatímco vypnutí kompresoru se projevilo vyšší hospodárností v nominálním a cestovním režimu. "Poháněcí ústrojí kompresoru, se spouštěcím ústrojím spalovacího motoru" bylo také patentem ing. B. Šimůnka (květen 1949). V souvislosti se dvěma předchozími patenty ing. Šimůnek získal i patent na "Spouštěcí nastřikovací pumpa pro spalovací motory" (září 1950). Tyto systémy byly v plné míře použity až na motorech Walter Minor Sc (M-332Sc), již při konstrukci v roce 1953 a v sériové výrobě od roku 1956.

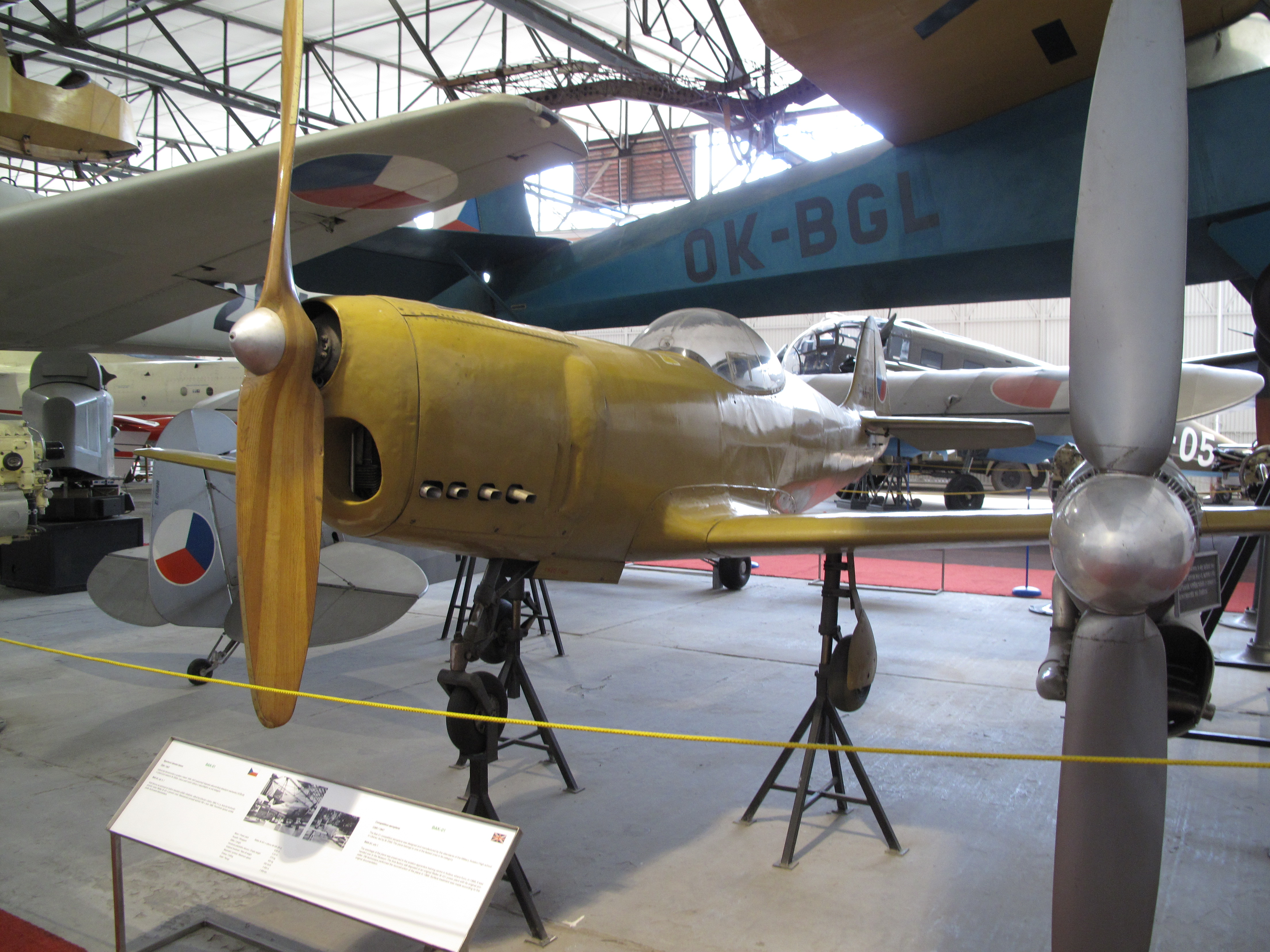
BAK-01, Letecké muzeum Kbely

## Použití
Motor Walter M-431 (Mc) létal jako pohonná jednotka pouze na amatérském, sportovním letounu VOSLM BAK-01, který byl zkonstruován a vyroben v letech 1946–1947 pedagogy a posluchači Vojenské odborné školy leteckých mechaniků (VOŠLM, VÚ 4651) v Liberci. Hlavními konstruktéry byli por. Eliáš a čet. asp. Binder. Byl to velice elegantní celodřevěný dolnoplošník s plně zatažitelným, tříkolovým podvozkem příďového typu (jako první konstrukce toho druhu v Československu) a vztlakovou klapkou. Tento letoun o rozpětí 6 m patřil svými výkony k nejrychlejším ve své kategorii, ale pro potíže s pravidelností chodu motoru příliš nelétal. Na podzim roku 1948 byl po částečných zkouškách v Liberci přesunut na vojenské letiště v Žatci. Zde jej zalétal pplk. Jan Červenka a v rámci záletů vytvořil světový rekord v tehdejší kategorii H (jednomístné letouny s pístovým motorem o objemu do 2000 cm3), když na něm dosáhl rychlosti 252 km/h. V roce 1949 byl letoun přemístěn z VOŠLM do Liptovského Mikuláše, kde sloužil jako učební pomůcka, protože v září 1949 byla škola redislokována do Liptovského Mikuláše. V Liberci zůstalo reorganizované Letecké technické učiliště, které bylo (pod měnícími se názvy) v činnosti minimálně do roku 1950. V Liptovském Mikuláši vzdělávací zařízení existovala pod různými názvy, od roku 1973 jako Vysoká vojenská technická škola.
Vrak letounu se zachoval, po jeho přesunu z Liptovského Mikuláše, ve Vyšším leteckém učilišti v Košicích, odkud byl v roce 1969 převzat VHÚ. Letoun BAK-01 i motor Walter M-431 jsou součástí sbírek a expozice Leteckého muzea Kbely. V září 2017 se konala v Liberci unikátní a objevná výstava s názvem Liberec a křídla, kam byl letoun BAK-01 zapůjčen a vystaven.
Vývoj motoru Walter M-431 byl v roce 1951 a celé nové, třetí generace pístových motorů (vč. řadového šestiválce M-436 a dvouřadového - 2×6 - dvanáctiválce M-446) pro naprostý nezájem o další vývoj pístových leteckých motorů zastaven.

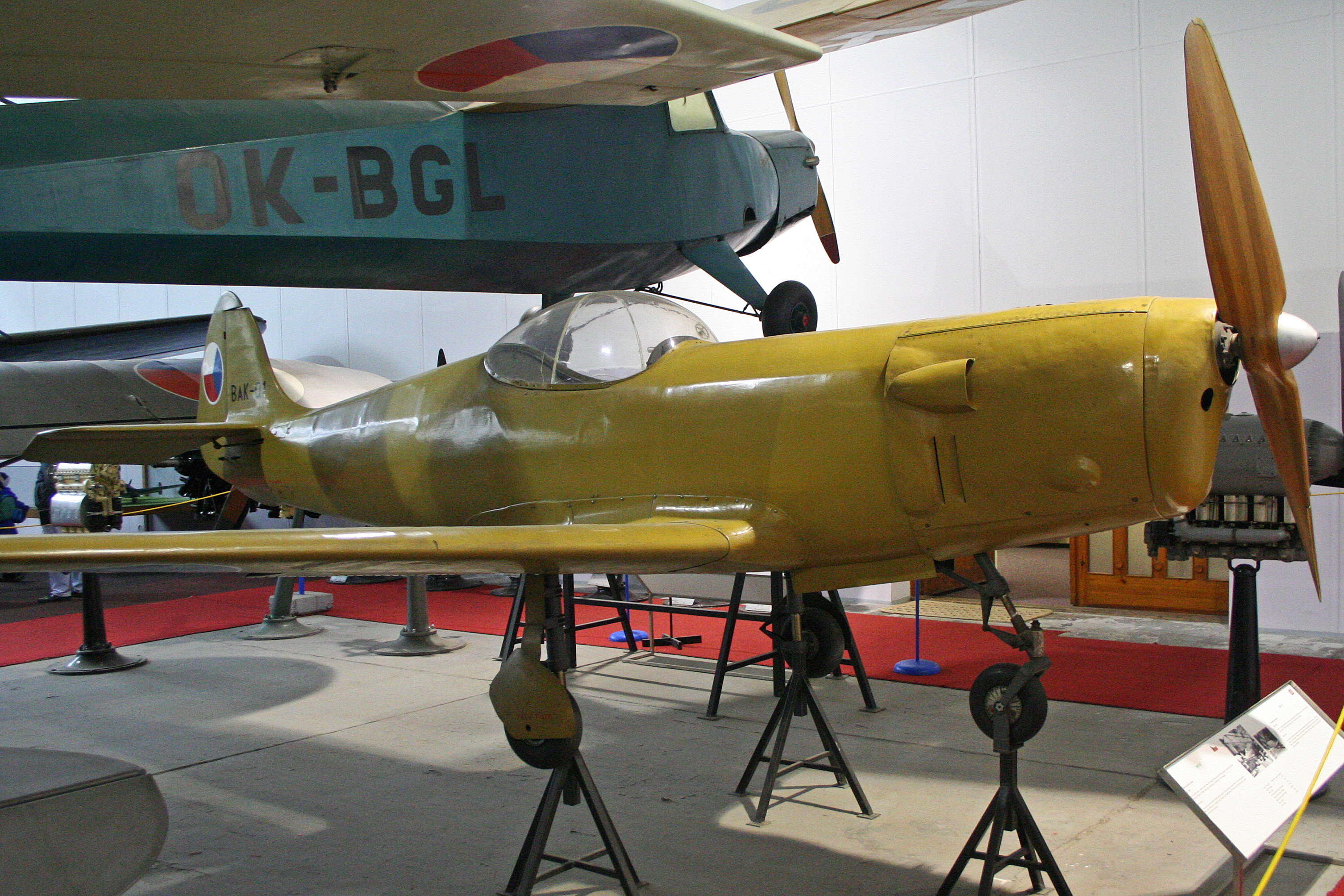
VOSLM BAK-01 s motorem Walter M-431

## Specifikace
Data dle

### Hlavní technické údaje
- Typ: pístový vzduchem chlazený, invertní řadový čtyřválcový motor
- Zdvihový objem motoru: 1 997 cm3
- Celková délka se startérem: 1 050 mm
- Šířka: 350 mm
- Výška: 650 mm
- Hmotnost suchého motoru (tj. bez provozních náplní): ca 60 kg

### Součásti
- Ventilový rozvod: OHC, jeden sací a jeden výfukový ventil na válec
- Zapalování: Scintilla Vertex
- Příprava palivové směsi: nízkotlaké vstřikovací čerpadlo
- Mazací soustava: suchá kliková skříň, tlakové, oběžné
- Chladicí soustava: chlazení vzduchem
- Vrtule: dvoulistá dřevěná s pevným nastavením listů
- Převod na vrtuli (reduktor): 2:1

### Výkony
- Nominální, jmenovitý výkon: 90 k (66 kW)
- Maximální vzletový výkon: 100 k (74 kW)